# Svarthalsad dvärgpapegoja
Svarthalsad dvärgpapegoja (Agapornis swindernianus) är en fågel i familjen östpapegojor inom ordningen papegojfåglar.

## Utseende och läte
Svarthalsad dvärgpapegoja är en mycket liten papegoja med mestadels grön fjäderdräkt och kort stjärt. På nacken syns ett svart band ovan ett annat som varierar geografiskt i färg från rött i öster till orange i väster. Vidare har den blått på övergumpen och röda fläckar på stjärtsidorna. Lätet är ett snabbt, ljust och silvrgit "siireee" som ofta avges i flykten.

## Utbredning och systematik
Svarthalsad dvärgpapegoja delas in i tre underarter:
- Agapornis swindernianus swindernianus – förekommer fläckvis över Liberia, Elfenbenskusten och Ghana
- Agapornis swindernianus zenkeri – förekommer från Kamerun till Gabon, södra Centralafrikanska republiken och västra Kongo-Kinshasa
- Agapornis swindernianus emini – förekommer i låglandsskogar i Kongo-Kinshasa och västra Uganda

## Levnadssätt
Svarthalsad dvärgpapegoja hittas i låglänt regnskog, även i gläntor och skogsbryn och ibland också i ungskog. Den ses ofta i smågrupper som flyger snabbt i trädtaket. 

## Status och hot
Arten har ett stort utbredningsområde, men tros minska i antal, dock inte tillräckligt kraftigt för att den ska betraktas som hotad. Internationella naturvårdsunionen IUCN listar arten som livskraftig (LC).

## Namn
Fågelns vetenskapliga artnamn hedrar den holländske zoologen Theodorus van Swinderen (1784-1851).

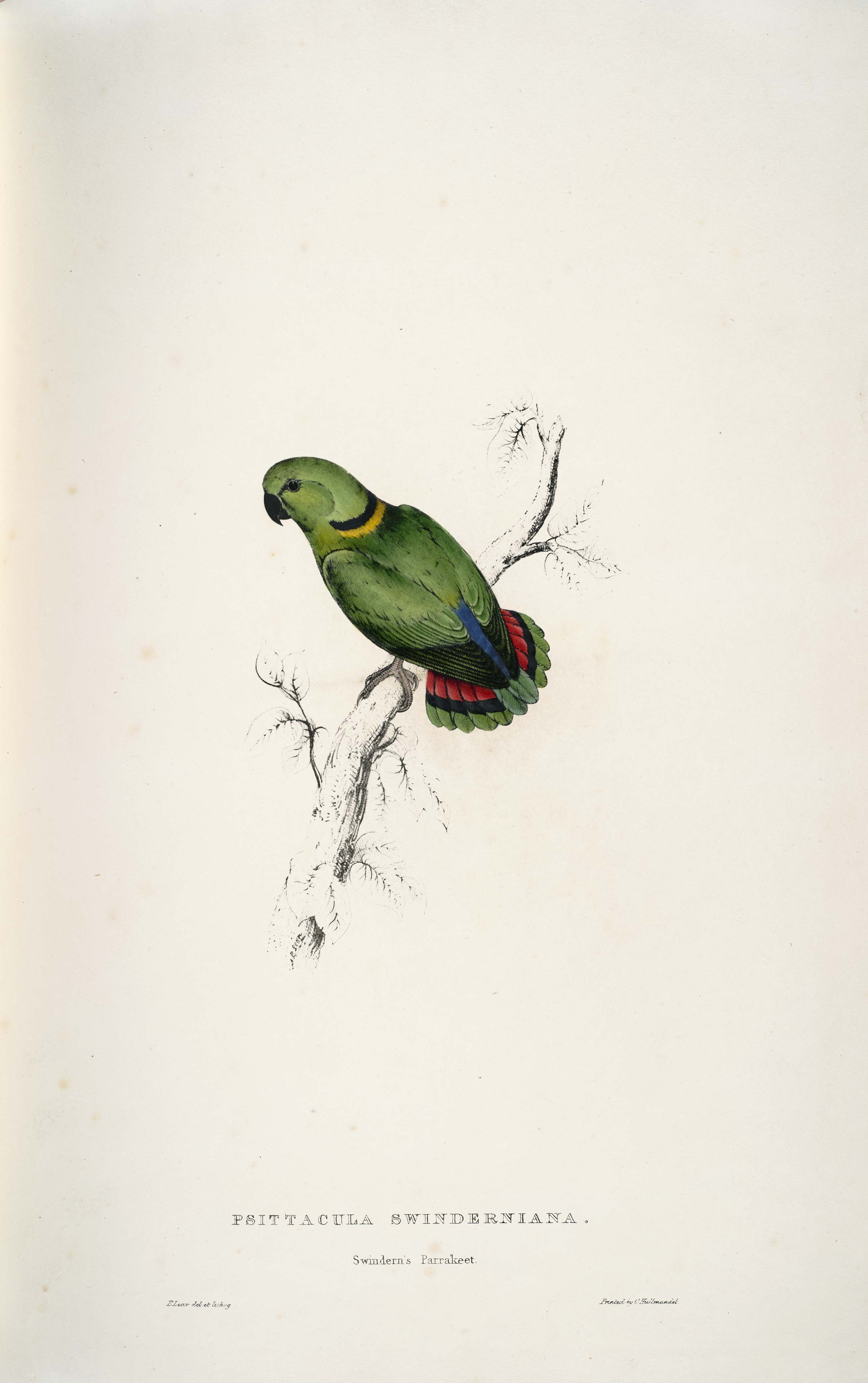